# Mlah
Mlah (dall’arabo: tutto bene) è l'album di esordio del gruppo musicale francese Les Négresses Vertes, uscito nel 1988. 

## Tracce
Testi e musiche di Les Négresses Vertes.
1. La valse
2. Zobi la mouche
3. C'est pas la mer à boire
4. Voilà l'été
5. Orane
6. La Faim des Haricots
7. Les Yeux de Ton Père
8. Il
9. L'Homme des Marais
10. Les Rablablas les Roubliblis
11. Marcelle Ratafia
12. La Danse des Négresses Vertes
13. Hey Maria
14. Le Père Magloire

## Formazione
- Helno — voce
- Melino — voce, chitarra
- Mathieu Canavese — chitarra, fisarmonica, cori
- Paulo — chitarra, basso, cori
- Abraham Sirinix — armonica, trombone, percussioni, cori
- Twist — tromba, percussioni
- L'Ami Ro — pianoforte, percussioni, cori
- Gaby — batteria, percussioni
- Iza, Juanita, Julo, Nono — cori